# Urgo
Urgo Laboratories este o companie farmaceutică din Franța specializată în produse de prim ajutor.
Compania, înființată în 1890 la Dijon, Franța, ca o afacere de familie, este membră a Grupului Viva Santé, de asemenea, o afacere de familie, care în 2008 a generat o cifră de afaceri de 500 de milioane de euro.
Urgo este prezentă în peste 80 de țări din întreaga lume.
Grupul francez Laboratoires Urgo are două divizii - Urgo Medical (plasturi pe bază de prescripție) și Urgo Consumer Healthcare (produse fără prescripție).
Cifra de afaceri în 2009: 265 milioane euro
Compania este prezentă și în România, unde a avut o cifră de afaceri de 19,2 milioane lei în anul 2009.